# Ditrichum macrorhynchum
Ditrichum macrorhynchum är en bladmossart som beskrevs av Brotherus in Cardot 1909. Ditrichum macrorhynchum ingår i släktet grusmossor, och familjen Ditrichaceae. Inga underarter finns listade i Catalogue of Life.